# Baía das Laranjeiras
A Baía das Laranjeiras é uma baía brasileira do Estado do Paraná. Comunica-se com a baía de Paranaguá.